# يوسف مايمان
يوسف مايمان (بالعبرية: יוסי מימן‏) (و. شباط/فبراير 1946)، هو رجل أعمال إسرائيلي، ورئيس مجلس إدارة مجموعة شركات مرهاڤ. والتي تأسست عام 1975، وهي أكبر مشروع تنموي دولي مقره إسرائيل برأس مال أكثر من 3 مليارات دولار.

## النشأة والحياة المبكرة
ولد مايمان في فبراير 1946 في اوروپا، ونشأ في پيرو، التحق بالدراسة الجامعية في الولايات المتحدة، وحصل على الجنسية الإسرائيلية عام 1971. حصل على شهادة الماجستير في الاقتصاد من جامعة كورنل، نيويورك، وحصل على بكالوريوس الفنون في الاقتصاد من جامعة تكساس، إل پاسو.
عمل مع قادة الحكومة الإسرائيلية على وضع الاستراتيجية الاقتصادية، تنمية الأعمال التجارية والكثير من القضايا الاقتصادية الدولية. وهو يلقي محاضرات في كلية الأمن القومي الإسرائيلي، الغرفة التجارية الإسرائيلية، المنتديات اقتصادية، والجامعات.
مايمان عضو مجلس إدارة فريق عمل الشرق الأوسط في مجلس العلاقات الخارجية في نيويورك. قنصل فخري لإسرائيل في پيرو وتركمنستان. وعضو مجلس أمناء جامعة تل أبيب، رئيس مجلس إدارة مركز جافي للدراسات الإستراتيجية في تل أبيب، عضو مجلس أمناء جامعة بن جوريون، ورئيس مجلس أمناء معهد السياسات الدولية لمكافحة الإرهاب.